# Johann Heinrich Rahn (Historiker)
Johann Heinrich Rahn, auch Hans Heinrich Rahn, latinisiert Rhonius, (* 29. März 1646 in Zürich; † 26. September 1708 ebenda) war ein Schweizer Politiker und Historiker.

## Leben
Rahn war Sohn des Seckelmeisters und Mathematikers Johann Heinrich Rahn. Er absolvierte die Lateinschule in Zürich, bevor er von 1660 bis 1661 an der Universität Heidelberg, dann von 1661 bis 1663 an der Hohen Schule Burgsteinfurt Rechtswissenschaft studierte. Anschliessend unternahm er von 1664 bis 1666 eine Reise durch die Niederlande und Frankreich. In dieser Zeit hielt er sich unter anderem in Strassburg auf.
Rahn kehrte nach Zürich zurück. Dort wurde er 1666 Bibliothekar der Bürgerbibliothek Zürich, 1668 zudem Mitglied des Grossrats von Zürich. Rahn wechselte 1676 in die Stadtkanzlei. Dort durchlief er die verschiedenen Positionen und bekleidete von 1687 bis 1689 das höchste Amt des Stadtschreibers. Er war 1679 Mitgründer des Collegium Insulanum.
Rahn wurde 1689 Ratsherr der freien Wahl im Kleinen Rat von Zürich. 1696 wurde ihm das Amt des eidgenössischen Landvogts in Baden bei Zürich, des Seckelmeisters von Zürich sowie die Mitgliedschaft im Collegium der Examinatoren, der obersten Kirchen- und Schulbehörde, übertragen. Zudem wurde er 1706 Salzdirektor. Ihm wurden in seiner Amtszeit viele diplomatische Missionen übertragen.
Rahns 1690 erschienene Eidtgenößische Geschicht-Beschreibung gilt als methodisch schwach, wurde aber zu seiner Zeit mit grossem Beifall aufgenommen.

## Werke
- Ius Supplicum Sive Dissertatio Historico-Politica De Asylis. Tiguri (Zürich) 1667 (Digitalisat).
- Eidgenößische Chronik. Manuskript, 1676–1701.
- Eidtgenößische Geschicht-Beschreibung. Simmler, Zürich 1690.